# Berserk: The Golden Age Arc
Berserk: La Edad de Oro (japonés: ベルセルク 黄金時代篇, Hepburn: Beruseruku Ōgon Jidai-hen inglés: Berserk: The Golden Age Arc) es una serie de películas con la idea de adaptar los capítulos de Golden Age Arc del manga Berserk de Kentaro Miura. Primero en septiembre de 2010 el proyecto fue anunciado como un nuevo anime que partiría desde el volumen 35 del manga. Las primeras dos películas, Berserk: The Golden Age Arc I - The Egg of the King y Berserk: The Golden Age Arc II - The Capture of Doldrey, se exhibieron en Japón en febrero y junio del 2012 respectivamente. La tercera película, Berserk: The Golden Age Arc III - The Advent, fue exhibida en febrero del 2013. La tercera película muestra por primera vez nuevas imágenes que nunca fueron mostradas en la serie original de TV. Viz Media licenció las tres películas en formato video home (para el hogar) para Estados Unidos. En Estados Unidos, la primera película fue distribuida en formato DVD/Blu-ray el 27 de noviembre de 2012, la segunda el 6 de agosto de 2013, y la tercera el 15 de abril de 2014. En España las tres películas fueron licenciadas y distribuidas por Selecta Visión en formato DVD/Blu-ray, la primera película fue distribuida el 30 de octubre de 2012, la segunda el 11 de junio del 2013 y la tercera el 24 de septiembre de 2014, también fueron emitidas en Movistar Xtra, Dark, Filmin, Wuaki.tv, Rakuten TV y en Netflix.
Las voces japonesas fueron Hiroaki Iwanaga como Guts (reemplazando a Nobutoshi Canna del animé original), Takahiro Sakurai como Griffith (reemplazando a Toshiyuki Morikawa) y Toa Yukinari como Casca (reemplazando a Yuko Miyamura). Las voces en inglés son Marc Diraison como Guts, Kevin T. Collins como Griffith y Carrie Keranen como Casca, estos tres fueron las mismas voces del anime original.
Una versión remasterizada y editada para televisión, etiquetada como "Memorial Edition", se estrenó en Japón en octubre de 2022. El 21 de septiembre de 2022, Crunchyroll anunció que la serie recibiría un doblaje en español hispanoamericano.

## Películas

### El Huevo del Rey Conquistador (The Egg of the King)
Berserk: Golden Age Arc I - The Egg of the King (ベルセルク 黄金時代篇I 覇王の卵 Beruseruku Ōgon Jidai-hen Wan Haō no Tamago) salió en Japón el 4 de febrero de 2012.
Guts (conocido como Gatsu en algunas traducciones) es un mercenario que atrae la atención de la Banda del Halcón y es forzado a unirse al grupo después de ser derrotado por su líder Griffith en dos ocasiones. Una vez que la Banda del Halcón derrota a los Caballeros de la Oveja de Hierro de Tudor (llamado "Chuder" en algunas traducciones) son reclutados por el reino de Midland para apoyar en la guerra contra el reino rival. Durante un asedio, Guts y Griffith se encuentran con el apóstol Nosferatu Zodd el Inmortal, quien nota que cuelga un beherit alrededor del cuello de Griffith y le advierte a Guts que estar con Griffith será su perdición. Con el tiempo, Griffith es nombrado caballero y el noble Julius falla en su asesinato, por lo que Guts lo mata por orden de Griffith. En dicho acto, Guts accidentalmente mataa a Adonis, un niño noble e hijo de Julius, al reaccionar para no dejar testigos. Guts queda emocionalmente afectado y más tarde oiría a Griffith hablando con la princesa de Midland, Charlotte, acerca de su concepto de la amistad y del futuro.

### La Batalla de Doldrey (The Battle for Doldrey)
Berserk: Golden Age Arc II - The Battle for Doldrey (ベルセルク 黄金時代篇II ドルドレイ攻略 Beruseruku Ōgon Jidai-hen Tsū Dorudorei Koryaku) se mostró en Japón el 23 de junio de 2012.
Por tres años, Guts creía que su misión era acompañar a Griffith en su sueño. Pero después de entender el punto de vista de Griffith, Guts se da cuenta de que necesitaría dejar la Banda del Halcón para tratar a Griffith como un igual y verdaderamente llamarse su amigo. Al mismo tiempo, sucede una sangrienta batalla para capturar la fortaleza impenetrable de Doldrey, tomada décadas antes por el imperio de Tudor, y que contaba con una tropa de más de 30.000 soldados. La Banda del Halcón gana la batalla y Guts deja a Griffith tras un duelo donde lo vence. Griffith se acuesta con la Princesa Charlotte, por lo que es encarcelado en la Torre del Renacimiento acusado de traición a la corona.

### El Advenimiento (The Advent)
Berserk: Golden Age Arc III - The Advent (ベルセルク 黄金時代篇III 降臨 Beruseruku Ōgon Jidai-hen Surī Kōrin) Se muestra en Japón el 1 de febrero de 2013.
Un año después de dejar la Banda del Halcón, Guts supo que estaban siendo perseguidos por Midland y habían perdido fuerza, por lo que regresa a su lado. Es entonces que resuelve ayudarlos a liberar a Griffith de la Torre del Renacimiento. Así descubren que Griffith apenas está vivo, ya que fue sometido a torturas durante todo aquel tiempo. Cuando Griffith intenta acabar su vida al darse cuenta en qué lo han convertido, un eclipse solar ocurre, el cual lleva al mismo líder, a Guts, Casca y el resto de los miembros de la Banda del Halcón a otra dimensión donde encuentran a los seres malignos conocidos como la Mano de Dios. Dicen que la causalidad los llevó a este momento y donde Griffith debe decidir si sacrificar a la Banda para ser el quinto miembro de la Mano de Dios y este acepta, sabiendo que toda la Banda debe ser una ofrenda para los seres demoníacos subordinados a la Mano de Dios, los apóstoles. En la batalla desesperada contra los apóstoles para sobrevivir, Guts intenta rescatar a Griffith pero falla. Así, Griffith renace como Femto, el quinto miembro de la Mano de Dios. Luego Femto viola a Casca frente a sus ojos y es salvado por el Caballero de la Calavera junto a Casca. Con este hecho, Guts empieza a cazar apóstoles siendo su objetivo final vengarse de Griffith.

## Reparto
| Banda del Halcón                | Personaje                | Seiyū             | Actor de doblaje inglés                 | Actor de doblaje hispanoamericano |
| ------------------------------- | ------------------------ | ----------------- | --------------------------------------- | --------------------------------- |
| Banda del Halcón                | Guts                     | Hiroaki Iwanaga   | Marc Diraison                           | Pablo Mejía                       |
| Banda del Halcón                | Griffith Griffith (niño) | Takahiro Sakurai  | Kevin T Collins                         | Luis Leonardo Suárez              |
| Banda del Halcón                | Griffith Griffith (niño) | Ayako Takeuchi    | Barbara Goodson                         | TBA                               |
| Banda del Halcón                | Casca                    | Toa Yukinari      | Carrie Keranen                          | Cassandra Valtier                 |
| Banda del Halcón                | Judeau                   | Yuki Kaji         | Christopher Kromer                      | Luis Flores                       |
| Banda del Halcón                | Rickert                  | Minako Kotobuki   | Michelle Newman                         | Sammir Hernández                  |
| Banda del Halcón                | Corkus                   | Yoshiro Matsumoto | Doug Erholtz                            | Julio Bernal                      |
| Banda del Halcón                | Pippin                   | Takahiro Fujiwara | Patrick Seitz                           | TBA                               |
| Banda del Halcón                | Gaston                   | Kazuki Yao        | Sean Schemmel                           | TBA                               |
| Miembros de la Corte de Midland | Rey de Midland           | Nobuyuki Katsube  | Christopher Corey Smith                 | Dafnis Fernández                  |
| Miembros de la Corte de Midland | Princesa Charlotte       | Aki Toyosaki      | Rachel Lillis (I) GK Bowes (II and III) | Fernanda Ornelas                  |
| Miembros de la Corte de Midland | Julius                   | Rikiya Koyama     | Jesse Corti                             | Octavio Rojas                     |
| Miembros de la Corte de Midland | Adonis                   | Maki Mizuma       | Colin DePaula                           | Andonni Sánchez                   |
| Miembros de la Corte de Midland | Anna                     | Ayako Takeuchi    | Lisa Ortiz                              | TBA                               |
| Miembros de la Corte de Midland | Hassan                   | Hiroshi Arikawa   | Michael Sorich                          | Jorge Santos                      |
| Miembros de la Corte de Midland | Raban                    | Hochu Otsuka      | Marc Thompson                           | TBA                               |
| Mano de Dios                    | Void                     | Shinji Ogawa      | Jon Avner                               | TBA                               |
| Mano de Dios                    | Slan                     | Miyuki Sawashiro  | Cindy Robinson                          | TBA                               |
| Mano de Dios                    | Ubik                     | Chafurin          | Liam O'Brien                            | TBA                               |
| Mano de Dios                    | Conrad                   | Rikiya Koyama     | Sean Schemmel                           | TBA                               |
| Otros personajes                | Nosferatu Zodd           | Kenta Miyake      | J David Brimmer                         | Eduardo Fonseca                   |
| Otros personajes                | Skull Knight             | Akio Otsuka       | Jamieson Prince                         | Juan Carlos Tinoco                |
| Otros personajes                | Bazuso                   | Kendo Kobayashi   | David B Mitchell                        | Edgar Pedroza                     |
| Otros personajes                | General Gien             | Shingo Egami      | Sean Schemmel                           | Andrés García                     |
| Otros personajes                | Gennon                   | Kazuki Yao        | Steve Kramer                            | TBA                               |
| Otros personajes                | Adon                     | Rikiya Koyama     | Mike Pollock                            | Héctor Estrada                    |
| Otros personajes                | Boscogn                  | Takayuki Sugo     | T.J. Storm                              | Salvador Reyes                    |
| Otros personajes                | Torturer                 | Chafurin          | Liam O'Brien                            | TBA                               |
| Otros personajes                | Silat                    | Yuichi Nakamura   | JB Blanc                                | TBA                               |
| Otros personajes                | Erica                    | Ayana Kaketatsu   | Michele O'Medlin                        | TBA                               |
| Otros personajes                | Vieja adivina            | Guin-poon-chaw    | Barbara Goodson                         | TBA                               |

## Música
La banda sonora de las películas estuvo compuesta y arreglada por Shirō Sagisu, con la canción principal compuesta y arreglada por Susumu Hirasawa. La canción que está en todas las películas, "Aria", estuvo cantada por Hirasawa y una versión en vivo (de Phonon 2555 Visión) fue incluida en las versiones Blu-ray y DVD de la segunda película. Otra versión en vivo está en el DVD Nomonos y Imium; el tema de final de la primera película, ""Utsukushii Mono" (ウツクシキモノ?  "Pretty Thing")" (ウツクシキモノ?, "Pretty Thing"), estuvo cantado por la cantante de R&B AI (en un poco común estilo de balada épica) y compuesto por Rykeyz y Redd Styiez, el tema del final de la tercera película, "breakthrough", fue cantado por CHEMISTRY, escrito por Kaname Kawabata, Hidenori Tanaka y UTA y arreglos por Sagisu, Miho Hazama y CHOKKAKU. Un programa de televisión especial, narrado por Akio Ōtsuka (el actor que pone la voz del Caballero de la Calavera), resumió los acontecimientos de las primeras dos películas, se utilizó la canción de Hirasawa llamada Horde of Thistledown (冠毛種子の大群, Kanmō Shushi no Taigun?) que es del The Secret of The Flowers of Phenomenon como tema del final.

## Material doméstico
Berserk: The Golden Age Arc I - The Egg of the King (Viz Pictures - 27 de noviembre de 2012)
- Vídeo: 2.35:1 [MPEG-4 AVC] (1080p)
- Audio: inglés y japonés (DTS-HD Master Audio 5.1)
- Subtítulos: inglés
- Extras: Galería artística y trailer (de Viz)

Berserk: The Golden Age Arc II - The Battle for Doldrey (Viz Pictures - 6 de agosto de 2013)
- Vídeo: 2.35:1 [MPEG-4 AVC] (1080p)
- Audio: inglés y japonés (DTS-HD Master Audio 5.1)
- Subtítulos: Inglés
- Extras:
- Galería artística de la producción
- Tráileres internacionales para la primera película
- Extracto de concierto de Susumu Hirasawa "Aria" (4 min)
- Entrevista (en japonés) con Aki Toyosaki y Minako Kotobuki (12 min)
- Extras del doblaje al inglés (15 min)

Berserk: The Golden Age Arc III - The Advent (Viz Pictures - 15 de abril de 2014)
- Vídeo: 2.35:1 [MPEG-4 AVC] (1080p)
- Audio: inglés y japonés (DTS-HD Master Audio 5.1)
- Subtítulos: Inglés